# Национальный театр но
Национальный театр но (яп. 国立能楽堂 кокурицу но:гакудо:) — японский театр, в котором даются представления но и кёгэн. Расположен в квартале Сэндагая токийского спецрайона Сибуя. Площадь внутренних помещений составляет 10 000 м², в зале для представлений имеется 591 посадочное место. Кроме того, в здании расположены репетиционный зал, лекционная комната и библиотека.

## История театра
Впервые идея создания Национального театра но была высказана Ивакурой Томоми, совершившем тур по Европе и США в начале 1870-х. Впечатлённый государственными оперными театрами, которые ему удалось увидеть за время путешествия, он предложил создать аналогичный по функциональности театр для представлений но, однако тогда его предложение реализовано не было.
В начале 1970-х толчок работе дали выдающиеся исполнители но того времени: на фоне повышенного интереса к представлению со стороны зрителей всё более сказывался недостаток молодых актёров (прежде всего музыкантов и исполнителей амплуа ваки). Для строительства театра был подобран участок в центре города в нескольких минутах ходьбы от станции «Сэндагая». Дизайнером выступил архитектор и профессор Университета Хосэй Оэ Хироси; финансирование шло за счёт налогоплательщиков, проект обошёлся в 4,6 млрд иен (около 20 млн долларов). В итоге, 15 сентября 1983 года театр был открыт.